# Andrew Gilbert-Scott
Andrew Gilbert-Scott, född den 11 juli 1958 in Cookham Dean, England, är en brittisk före detta racerförare.

## Racingkarriär
Gilbert-Scott vann formel Ford-festivalen på Brands Hatch 1983, men hade därefter bergänsade framgångar på den brittiska scene, utan lyckades istället i Japanska Formel 3000, där han slutade på en andraplats totalt 1994, vilket var hans finaste merit som förare. Han blev sedan manager till den japanske racerföraren Takuma Sato.